# Can Falgueres (Sant Joan de Mollet)
Can Falgueres és una obra de Sant Joan de Mollet (Gironès) inclosa a l'Inventari del Patrimoni Arquitectònic de Catalunya.

## Descripció
És un edifici de planta rectangular inicialment de tres crugies amb accés central que fou ampliat posteriorment. Parets de pedra morterada parcialment arrebossades i coberta de teula a dues vessants amb ràfecs de filera doble i teula girada. Les obertures de la façana principal són emmarcades amb carreus de pedra. La porta d'accés està formada per grans dovelles de pedra, i les finestres tenen l'ampit amb trencaaigües emmotllura: una d'elles, de factura medieval, disposa d'impostes corbades permetent lentrada de més llum. A la banda dreta de la façana hi ha un cos afegit, formant un terrat sobre una volta de canó. A la façana sud s'han fet modificacions amb fusteries inadequades i a la façana nord es conserva un contrafort.
A la barana de sobre la volta del cos annexa a l'edifici principal hi ha una pedra amb la data de 1722.